# Marco Onorato
Marco Onorato (Roma, 18 de maio de 1953 – Roma, 2 de junho de 2012) foi um diretor de fotografia italiano. É irmão de Glauco Onorato, grande ator e dobrador italiano.

## Filmografia
Principais trabalhos:

### Diretor de fotografia
- 1989 - I ragazzi di via Panisperna
- 1990 - C'era un castello con 40 cani
- 1992 - Hornsby e Rodriguez - sfida criminale
- 1996 - Silhouette
- 1996 -  Terra di mezzo
- 1996 - Ospiti
- 1999 -  Fantozzi 2000 - La clonazione
- 2002 - L'imbalsamatore
- 2004 - De reditu
- 2004 - Primo amore
- 2008 - L'ultimo padrino (telefilme)
- 2008 - Gomorra
- 2009 - Fortapàsc
- 2009 - Dieci inverni
- 2009 - C'era una volta la città dei matti... (série de TV)
- 2010 - Il segreto dell'acqua (série de TV)
- 2010 - Gangor
- 2011 - Il segreto dell'acqua (série de TV)
- 2012 - Reality
- 2012 - Acciaio

### Ator
- 1992 - Hornsby e Rodriguez - sfida criminale

## Prémios e nomeações
Principais prémios e nomeações:
David di Donatello (Itália)
| Ano  | Categoria         | Filme           | Resultado |
| ---- | ----------------- | --------------- | --------- |
| 2003 | Melhor fotografia | L'imbalsamatore | Indicado  |
| 2004 | Melhor fotografia | Primo amore     | Indicado  |
| 2009 | Melhor fotografia | Gomorra         | Indicado  |

Prémios do Cinema Europeu (Europa)
| Ano  | Categoria                    | Filme   | Resultado |
| ---- | ---------------------------- | ------- | --------- |
| 2008 | Melhor diretor de fotografia | Gomorra | Venceu    |